# 桑圖阿里奧
桑圖阿里奧是哥倫比亞的城鎮，位於該國中西部，由里薩拉爾達省負責管轄，始建於1886年，面積201平方公里，海拔高度1,405米，主要經濟活動有農業、畜牧業和林業，2005年人口14,736。
5°4′20.87″N 75°57′44.45″W / 5.0724639°N 75.9623472°W